# Lucie Borhyová
Lucie Borhyová (ur. 16 kwietnia 1978 w Pradze) – czeska prezenterka telewizyjna.

## Życiorys
Aplikowała na Wydział Filozoficzny praskiego Uniwersytetu Karola na kierunek praca socjalna, jednak nie została tam przyjęta. Pojechała wobec tego do Anglii i pracowała jako opiekunka do dzieci. Następnie studiowała na Akademii Sztuk Scenicznych w Pradze. Zadebiutowała 5 sierpnia 1999 jako prezenterka wiadomości telewizyjnych w TV Nova (w stacji pracowała od 1997, początkowo pod kierownictwem Věry Duškovej) mając wówczas dwadzieścia lat (pozostawała wtedy najmłodszą główną prezenterką wiadomości na świecie; była po stażu w Czeskim Radiu). Z czasem stała się jedną z najpopularniejszych twarzy tej stacji, tworząc duet prezenterski z Reynoldsem Korantengiem.
Kilkukrotnie zdobyła nagrodę jako najpopularniejsza kobieta w TV Nova. Od kwietnia do maja 2007 tańczyła z Petrem Pikiem w tanecznym show Bailando. Ma 163 cm wzrostu.
W grudniu 2008 urodziła syna Lucasa (jej partnerem był w tym czasie Grek, Nik).